# Матисов остров
Ма́тисов остров (фин. Kalasaari, рыбный остров) — остров в устье реки Мойки в Санкт-Петербурге, один из малых островов дельты Невы. Омывается Мойкой с севера, Большой Невой с запада и Пряжкой с востока и юга. Длина около 800 м, наибольшая ширина около 500 м, площадь свыше 0,25 км².

## История

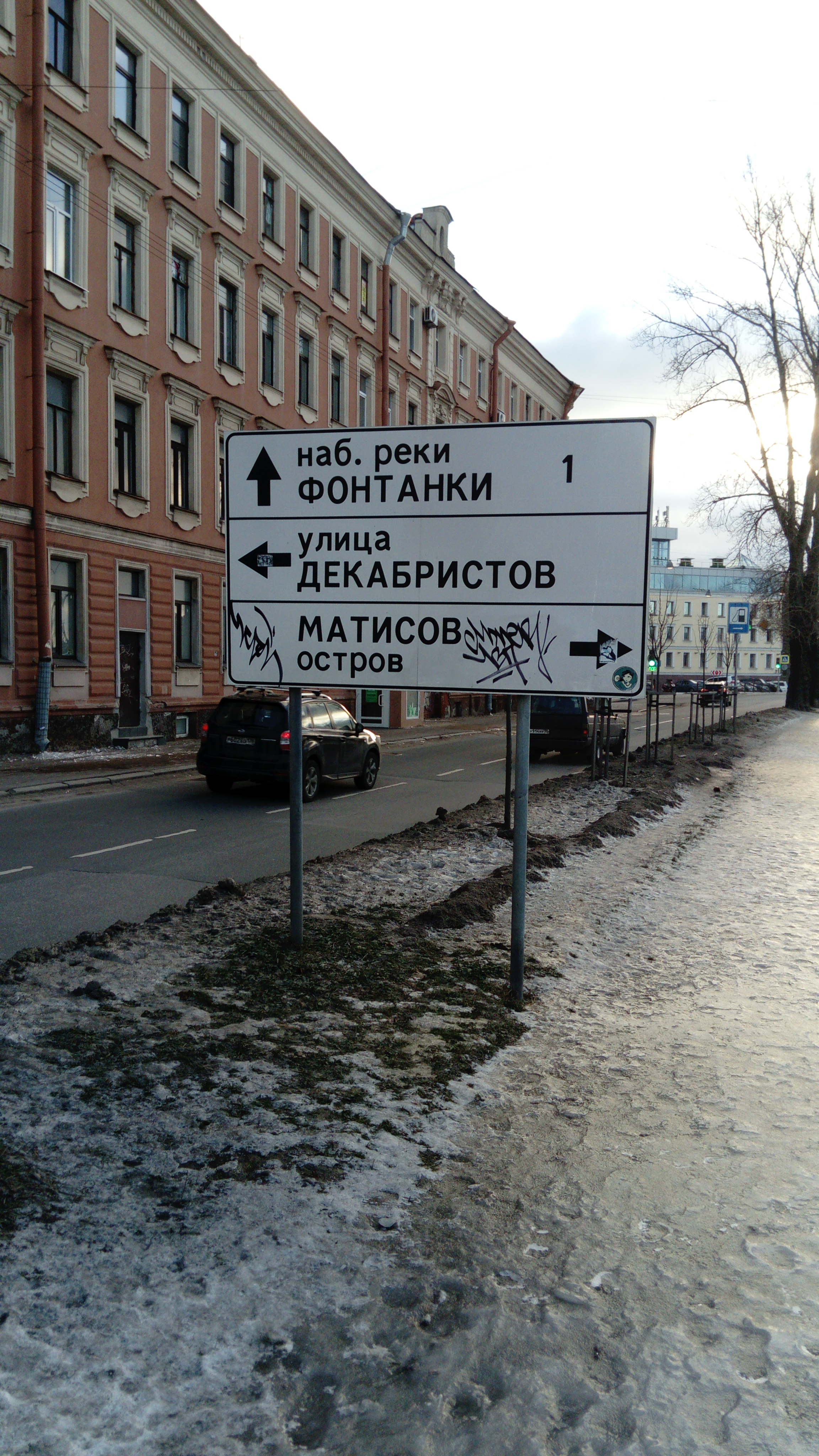
Информационный знак с указанием на Матисов остров

В допетровское время поселение на острове у реки Чухонка (позднее — Пряжка) было известно как Чухонская деревня, населённая отставными солдатами и «туземцами, ижорами, древними обитателями сего пустынного края». В годы Северной войны остров переименован в честь мельника Матиса, дом и мельница которого располагались на этом острове. За доставленные сведения о действиях шведских войск мельнику был пожалован от Петра I охранный лист.
Ранее, когда Пряжка впадала в Большую Неву южнее Сального буяна, через остров был прорыт Сальнобуянский канал, отделивший его от последнего и ставший впоследствии, новым руслом Пряжки. Таким образом, территория бывшего Сального буяна, после засыпания устьевого участка Пряжки соединившаяся с Коломенским островом, изначально была частью Матисова острова.
В 1712 году на остров были переселены лоцманы, проживавшие там до пожара 1765 года, уничтожившего Матисову деревню. В конце 1730-х годов на территорию Матисова острова были перемещены из района Адмиралтейства прядильные мастерские. В «Описании Санкт-Петербурга…» А.Богданова (1779) Матисова деревня упомянута как одна из городских слобод.
В конце XVIII века на острове был построен механический завод Чарльза Берда, долгое время производивший изделий из чугуна, а в первой половине XIX века являвшийся монополистом в строительстве и эксплуатации паровых судов. С 1815 года от пристани завода Берда начали регулярные рейсы пароходы до Кронштадта.
В 1804—1806 годах от острова был отделён каналом Сальный Буян.
Занимавшие весь остров заводы Берда к концу XIX века были выкуплены Акционерным обществом Франко-Русских заводов, в 1922 году национализированное предприятие получило имя в честь Карла Либкнехта, а ещё через несколько лет — вошло в состав завода имени Андре Марти.
В настоящее время большую часть территории острова занимают производственные мощности завода «Адмиралтейские верфи». Немногочисленные жилые дома сосредоточены в юго-восточной части острова.
Скульптор Роман Шустров разрабатывал план создания на острове «Города мастеров» — арт-пространства, где располагались бы мастерские художников, скульпторов и кузнецов. На берегу реки Пряжки при этом должны были появиться небольшие скульптуры, а на пустыре — мельница с фигурой мельника Матиаса, именем которого по легенде был назван остров.
От названия острова происходят наименования Матисова моста (через Пряжку) и Матисова переулка (между улицей Александра Блока и набережной реки Пряжки), а также расположенной на набережной реки Пряжки гостиницы «Матисов домик».
Вся территория острова относится к Адмиралтейскому району Санкт-Петербурга.

## Мосты
С соседними островами Матисов остров соединяют пять мостов:
- Остров с северной стороны по территории завода «Адмиралтейские верфи» соединён с Ново-Адмиралтейским островом Корабельным мостом через реку Мойку.
- Остров соединён с Коломенским островом с юго-восточной стороны четырьмя мостами:

1. Матисов мост,
2. Банный мост,
3. Бердов мост,
4. Подзорный мост (по территории завода «Адмиралтейские верфи»).

## Улицы
1. улица Александра Блока,
2. Матисов переулок,
3. Перевозная улица.

### Набережные
1. набережная реки Пряжки — нечётная (северная) сторона,
2. набережная реки Мойки — небольшой отрезок вниз от истока Пряжки.